# Argyreuptychia pytheus
Argyreuptychia pytheus är en fjärilsart som beskrevs av Heinrich Benno Möschler 1883. Argyreuptychia pytheus ingår i släktet Argyreuptychia och familjen praktfjärilar. Inga underarter finns listade i Catalogue of Life.